# Casa e Cozinha
| MEO         | NOS         | NOWO       | VODAFONE    |
| ----------- | ----------- | ---------- | ----------- |
| Posição 122 | Posição 137 | Posição 17 | Posição 120 |

O canal Casa e Cozinha é um canal de televisão por assinatura é produzido pela Dreamia (uma joint venture AMC Networks International Southern Europe e NOS). Até maio era um canal exclusivo NOS.
A 8 de abril de 2020 nasceu o canal Casa e Cozinha, com uma vasta gama de conteúdo, maioritariamente, sobre lifestyle, decoração e cozinha. O canal estreou às 10h da manhã com um programa original intitulado ‘A Nossa Cozinha’ com a chef Maria José Sousa.
O Casa e Cozinha tem uma similaridade visual com o canal espanhol Decasa, que não é por acaso pois  ambos pertencem à AMC Networks International Southern Europe. A programação tem uma grande parte de conteúdo produzido pelos canais irmãos espanhóis Decasa e Canal Cocina (ambos do grupo).
A 5 de maio de 2021 deixou de ser um canal exclusivo NOS e passou a integrar também a grelha da Vodafone. A 14 de julho de 2022, foi a vez de chegar à grelha do MEO.

## Programas
| Programas                           | Apresentadores                 | Origem              | Categoria            |
| ----------------------------------- | ------------------------------ | ------------------- | -------------------- |
| My Dream Home                       | Jonathan e Drew Scott          | EUA                 | Decoração            |
| Forever Home                        | Jonathan e Drew Scott          | EUA                 | Decoração            |
| Buying and Selling                  | Jonathan e Drew Scott          | EUA                 | Decoração            |
| Personaliza a Tua Casa              | Sofia Parapluie                | Portugal (Original) | Decoração, DIY       |
| Costumiza a Tua Casa                | Laura Martínez del Pozo        | Espanha             | Decoração, DIY       |
| Reciclar                            | Chus Cano                      | Espanha             | Decoração, DIY       |
| Desafio da Decoração                | Guille GarcÍa Hoz              | Espanha             | Decoração            |
| Cosmética Natural                   | Victoria Moradell              | Espanha             | Beleza               |
| Segredos de beleza... E muito mais  | Rebeca J. Cirujano             | Espanha             | Beleza               |
| Os Meus Hotéis Favoritos            | Esteban Mercer                 | Espanha             | Lifestyle, Viagens   |
| Para Cada Ocasião                   | Laura Opazo                    | Espanha             | Lifestyle, Moda      |
| Como Se Elabora?                    | Voz Off                        | Espanha             | Culinária            |
| A Nossa Cozinha                     | Maria José Sousa               | Portugal (Original) | Culinária            |
| Cozinhamos Contigo                  | Lúcia Ribeiro                  | Portugal (Original) | Culinária            |
| Pastelaria para Todos               | Carlos Fernandes               | Portugal (Original) | Culinária            |
| Noites Ao Ar Livre                  | Pablo Vicari e Laura Caldarola | Espanha             | Culinária            |
| Cozinha Para a Família              | Elena Aymerich                 | Espanha             | Culinária            |
| 22 Minutos de Julius                | Julius Bienert                 | Espanha             | Culinária            |
| Comer Pelo Mundo                    | Verónica Zumalacárregui        | Espanha             | Culinária            |
| As Melhores Sobremesas do Mundo     | Andrea Dopico                  | Espanha             | Culinária            |
| Basics to Brilliance                | Donna Hay                      | Austrália           | Culinária            |
| Basics to Brilliance Kids           | Donna Hay                      | Austrália           | Culinária            |
| Food Safari: Water                  | Maeve O Meara                  | Austrália           | Culinária            |
| Food Safari: Earth                  | Maeve O Meara                  | Austrália           | Culinária            |
| Food Safari: Fire                   | Maeve O Meara                  | Austrália           | Culinária            |
| A Taste of Italy with Nisha Katona  | Nisha Katona                   | Reino Unido         | Culinária            |
| James Martin's Islands to Highlands | James Martin                   | Reino Unido         | Culinária            |
| Verdemente                          | André Mota                     | Portugal (Original) | Lifestyle, Decoração |
| Ó da Casa                           | Joana Laranjeira               | Portugal (Original) | DIY                  |
| Aqui Há Mão                         | Fátima Lopes                   | Portugal (Original) |                      |

• Nota: alguns programas constados na lista podem já não estar na grelha de exibição por já ter acabado os episódios - toda a informação foi retirada do site oficial.
Resumo
| Programas portugueses  | 7  |
| Programas espanhóis    | 13 |
| Programas americanos   | 3  |
| Programas australianos | 5  |
| Programas britânicos   | 2  |